# Зубатый групер
Зубатый групер (лат. Epinephelus caninus) — вид лучепёрых рыб из семейства каменные окуни (Serranidae). Впервые описан 1830 году французским зоологом и ихтиологом Ашилем Валансьеном (Achille Valenciennes, 1794—1865).

## Описание
Тело мощное. Максимальная длина 164 см. Максимальная масса 35 кг. Верхняя челюсть заходит за вертикаль края глаза. Хвостовой плавник закруглённый. Обитает на глубинах 30—400 метров. Предпочитает песчаное и илистое дно. Хищник, как и все груперы, с сильновыдвижной верхней челюстью, принимающей форму трубки при открывании рта. Питается рыбой и морскими беспозвоночными. Ведут одиночный образ жизни. Активно защищают свою территорию.

## Ареал

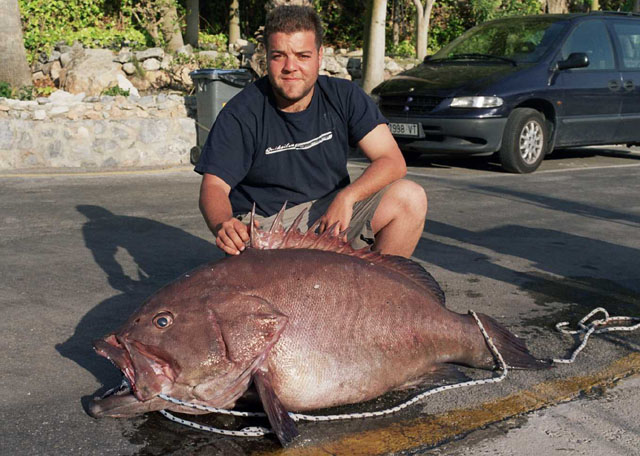

Относится к атлантическо-средиземноморским видам, ареал которого охватывает район Восточной Атлантики от Португалии до Анголы, Канарские острова и Средиземное море.
Одна особь была поймана в апреле 2013 года в прибрежной зоне Юго-Западного Крыма в районе мыса Айя и в живом виде доставлена в демонстрационный Севастопольский аквариум.

## Биология
Морской, придонный вид. Продолжительность жизни до 75 лет. Населяет глубины от 30 до 300—400 м. Предпочитает илисто-песчаные грунты. Основу рациона составляют рыба и крупные беспозвоночные, преимущественно ракообразные.